# Asiophrida
Asiophrida is een geslacht van kevers uit de familie bladkevers (Chrysomelidae).
De wetenschappelijke naam van het geslacht werd in 2000 gepubliceerd door Medvedev.

## Soorten
- Asiophrida flavicollis Medvedev, 2000
- Asiophrida hirsuta (Stebbing, 1914)
- Asiophrida luzonica Medvedev, 2000
- Asiophrida marmorea (Wiedemann, 1819)
- Asiophrida oblongoguttata (Chapuis, 1875)
- Asiophrida philippinensis (Chen, 1934)